# Prochora
Genre
Synonymes
- Itatsina Kishida, 1930

Prochora est un genre d'araignées aranéomorphes de la famille des Miturgidae.

## Distribution
Les espèces de ce genre se rencontrent en écozone paléarctique.

## Liste des espèces
Selon World Spider Catalog (version 26, 28/07/2025) :
- Prochora lycosiformis (O. Pickard-Cambridge, 1872)
- Prochora praticola (Bösenberg & Strand, 1906)
- Prochora shahidi Jaffry, Butt & Zahra, 2025

## Systématique et taxinomie
Ce genre a été décrit par Simon en 1886 dans les Drassidae. Il est placé dans les Miturgidae par Lehtinen en 1967.
Itatsina a été placé en synonymie par Bosselaers et Jocqué en 2013.

## Publication originale
- Simon, 1886 : « Études arachnologiques. 18e Mémoire. XXVI. Matériaux pour servir à la faune des Arachnides du Sénégal. (Suivi d'une appendice intitulé: Descriptions de plusieurs espèces africaines nouvelles). » Annales de la Société Entomologique de France, sér. 6, vol. 5, p. 345-396 (texte intégral).